# Serhij Jaszczenko
Serhij Wołodymyrowycz Jaszczenko, ukr. Сергій Володимирович Ященко, ros. Сергей Владимирович Ященко, Siergiej Władimirowicz Jaszczenko (ur. 25 czerwca 1959 w Konstantynówce, obwodzie donieckim) – ukraiński piłkarz, grający na pozycji obrońcy, a wcześniej pomocnika i napastnika, trener piłkarski.

## Kariera piłkarska

### Kariera klubowa
Rozpoczął karierę piłkarską w amatorskiej drużynie Awtoszkło Konstantynówka, skąd w 1981 przeszedł do CSKA Moskwa. Od 1982 bronił barw pierwszoligowego Szachtara Donieck. W donieckim klubie występował przez 14 lat. Latem 1995 zakończył karierę piłkarską w wieku 36 lat.

### Kariera reprezentacyjna
W 1986 rozegrał 2 mecze w składzie olimpijskiej reprezentacji ZSRR.

## Kariera trenerska
Po zakończeniu kariery zawodniczej rozpoczął pracę trenerską. W latach 1996–1999 pracował w sztabie szkoleniowym drugiej drużyny Szachtara, również wychodząc na boisko (51 mecz, 4 bramki). Potem w sezonie 1999/2000 pomagał trenować podstawową jedenastkę. Od lata 2000 pracował w sztabie szkoleniowym innej donieckiej drużyny Metałurh Donieck. Od 2005 pomagał trenować Metałurh Zaporoże, a po dymisji Wjaczesława Hroznego objął w czerwcu 2006 stanowisko głównego trenera klubu. W kwietniu 2007 opuścił zaporoski klub i powrócił do donieckiego Metałurha, gdzie został trenować drużynę rezerw klubu. 12 grudnia 2007 przyjął propozycję prowadzenia Metałurha Donieck. Na początku kwietnia 2008 podał się do dymisji. W sierpniu 2009 został zaproszony pomagać Ihorowi Jaworskiemu trenować FK Lwów, z którym pracował do listopada 2009. Od 25 czerwca 2013 pracował w sztabie szkoleniowym Kreminia Krzemieńczuk jako asystent, a 25 czerwca 2015 został mianowany na stanowisko głównego trenera klubu z Krzemieńczuku. 19 czerwca 2018 zmienił stanowisko w klubie.

## Sukcesy i odznaczenia

### Sukcesy klubowe
- zdobywca Pucharu ZSRR: 1983
- finalista Pucharu ZSRR: 1986
- finalista Superpucharu ZSRR: 1986
- wicemistrz Ukrainy: 1994
- zdobywca Pucharu Ukrainy: 1995

### Odznaczenia
- tytuł Mistrza Sportu ZSRR: 1983